# Zatoka Ceuty
Zatoka Ceuty (hiszp. Bahía de Ceuta) – zatoka Morza Alborańskiego w jego zachodniej części, u wybrzeży hiszpańskiej enklawy w Maroku, Ceuty. Zatoka rozciąga się od przylądka Punta Blanca na zachodzie do wyspy Isla de Santa Catalina położonej u końca półwyspu Península de Almina na wschodzie.